# پانتاراسا (فلوریدا)
پانتاراسا (به انگلیسی: Punta Rassa) یک منطقهٔ مسکونی در ایالات متحده آمریکا است که در شهرستان لی، فلوریدا واقع شده‌است. پانتاراسا ۱۱٫۶ کیلومتر مربع مساحت و ۱٬۷۵۰ نفر جمعیت دارد و ۱ متر بالاتر از سطح دریا قرار دارد.